# معبد القدس

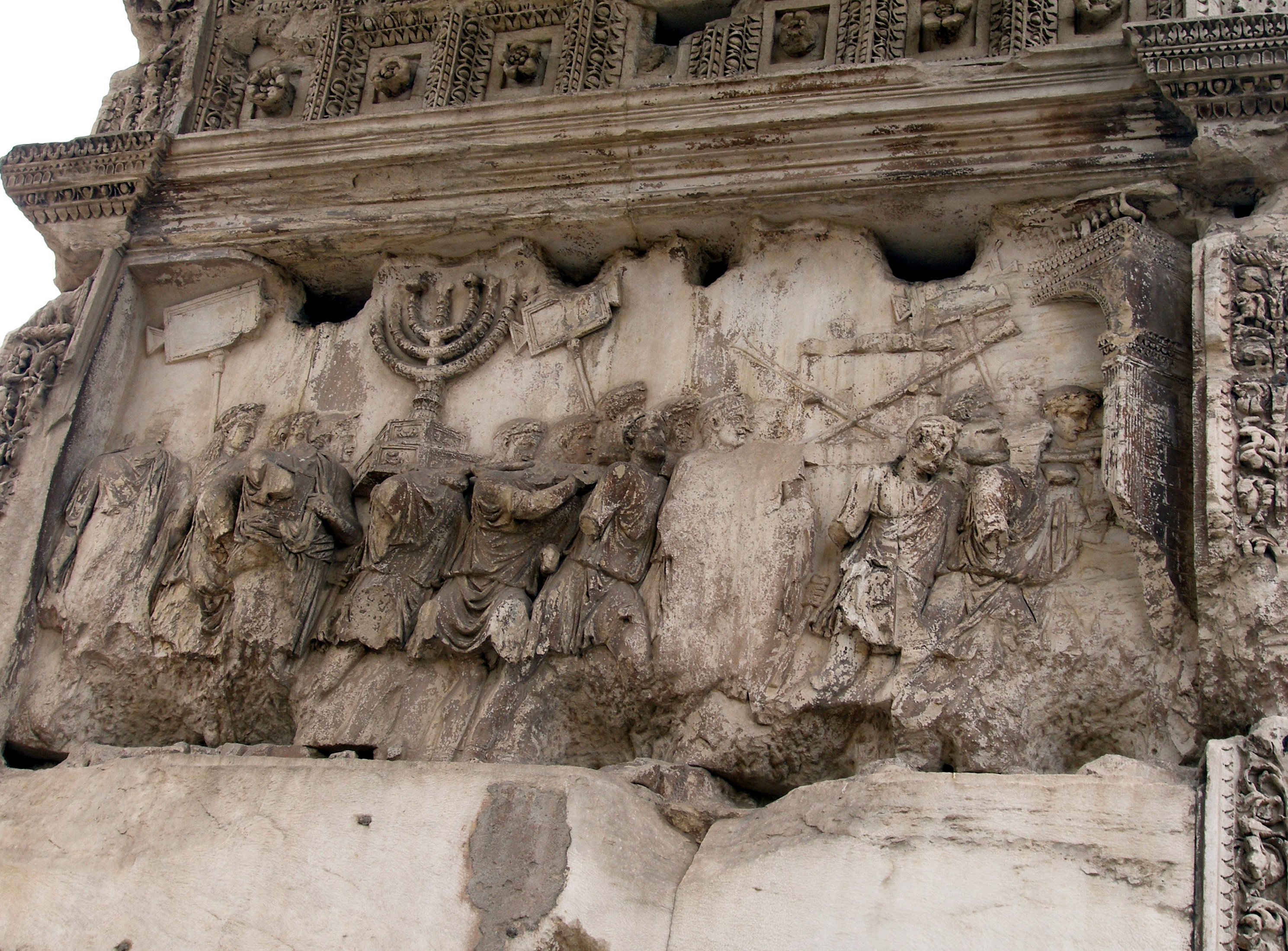
قوس تيتوس، والذي في روما، بموصوفه كموكب النصر التي هي للأسرى من مملكة يهوذا ثم أدوات الهيكل.

31°46′40″N 35°14′08″E / 31.77765°N 35.23547°E
يشير مصطلح (معبد القدس أو المعبد المقدس) إلى الهيكلين الدينيين المدمرين اليوم واللذان كانا بمثابة أماكن عبادة مركزية للإسرائيليين واليهود في الحرم القدسي في البلدة القديمة في القدس. بحسب العقيدة اليهودية فإن المعبد أو جبل المعبد هو كرسي الله على الأرض. [بحاجة لمصدر]

وفقًا للكتاب المقدس العبري؛ بني الهيكل الأول في القرن العاشر قبل الميلاد في عهد سليمان اثناء حكمه لمملكة إسرائيل الموحدة، وظل قائما حتى عام 587 قبل الميلاد عندما تم تدميره أثناء الحصار البابلي للقدس. بعد قرن تقريبًا بني الهيكل الثاني بعد أن أطاحت الإمبراطورية الأخمينية الفارسية بالإمبراطورية البابلية الجديدة. صمد الهيكل الثاني لفترة أطول من الهيكل الأول لكنه تدمر في النهاية أثناء الحصار الروماني لأورشليم في عام 70 م.

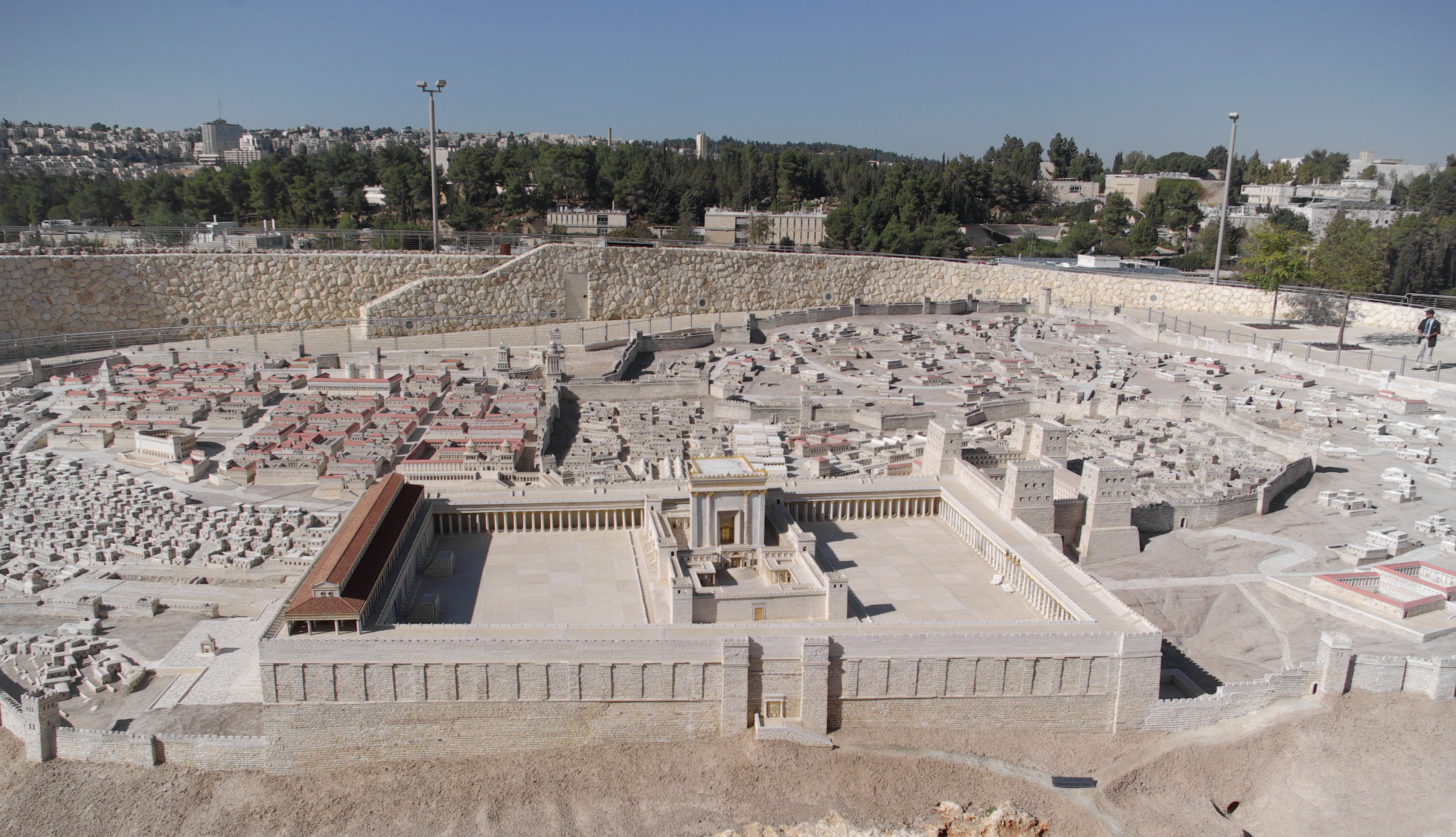
نموذج لمعبد هرودس